# Patinação de velocidade nos Jogos Olímpicos de Inverno de 2022 - Perseguição por equipes masculino

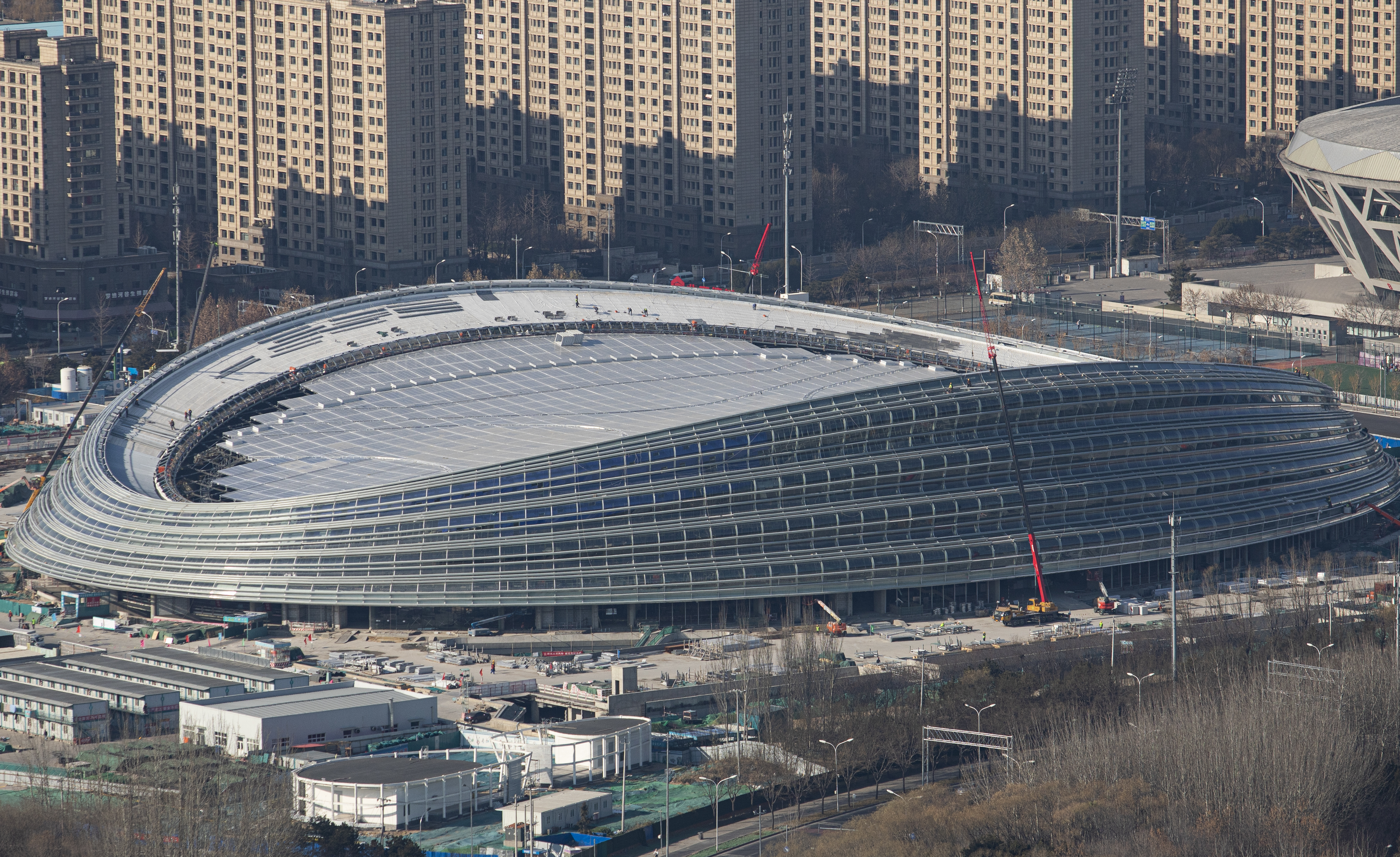
O Oval Nacional de Patinação de Velocidade de Pequim sediou as competições

A prova de perseguição por equipes masculino da patinação de velocidade nos Jogos Olímpicos de Inverno de 2022 foi disputada no Oval Nacional de Patinação de Velocidade, em Pequim, em 13 e 15 de fevereiro.

## Medalhistas
|  | NOR Noruega                                               |  | ROC                                              |  | USA Estados Unidos                      |
|  | Hallgeir Engebråten Peder Kongshaug Sverre Lunde Pedersen |  | Daniil Aldoshkin Sergey Trofimov Ruslan Zakharov |  | Ethan Cepuran Casey Dawson Emery Lehman |

## Recordes
Antes desta competição, os recordes mundiais e olímpicos da prova eram os seguintes:
| Tipo | Atleta                                                                | Tempo       | Local          | Data                    |
| ---- | --------------------------------------------------------------------- | ----------- | -------------- | ----------------------- |
|      | Estados Unidos · Joey Mantia · Emery Lehman · Casey Dawson            | 3:34.47 min | Salt Lake City | 5 de dezembro de 2021   |
|      | Noruega · Håvard Bøkko · Simen Spieler Nilsen · Sverre Lunde Pedersen | 3:37.08 min | Gangneung      | 21 de fevereiro de 2018 |

## Resultados

### Quartas de final
As quartas de final aconteceram no dia 13 de fevereiro às 21:00.
| Pos. | Bateria | Largada | País                                                                  | Tempo   | Diferença | Notas       |
| ---- | ------- | ------- | --------------------------------------------------------------------- | ------- | --------- | ----------- |
| 1    | 3       | F       | NOR Noruega Hallgeir Engebråten Peder Kongshaug Sverre Lunde Pedersen | 3:37.47 |           | Semifinal 1 |
| 2    | 3       | C       | USA Estados Unidos Ethan Cepuran Casey Dawson Emery Lehman            | 3:37.51 | +0.04     | Semifinal 2 |
| 3    | 4       | F       | ROC Daniil Aldoshkin Sergey Trofimov Ruslan Zakharov                  | 3:38.67 | +1.20     | Semifinal 2 |
| 4    | 2       | C       | NED Países Baixos Marcel Bosker Sven Kramer Patrick Roest             | 3:38.90 | +1.43     | Semifinal 1 |
| 5    | 2       | F       | CAN Canadá Jordan Belchos Ted-Jan Bloemen Connor Howe                 | 3:40.18 | +2.70     | Final C     |
| 6    | 1       | C       | KOR Coreia do Sul Chung Jae-won Kim Min-seok Lee Seung-hoon           | 3:41.89 | +4.42     | Final C     |
| 7    | 1       | F       | ITA Itália Davide Ghiotto Andrea Giovannini Michele Malfatti          | 3:42.04 | +4.57     | Final D     |
| 8    | 4       | C       | CHN China Lian Ziwen Wang Haotian Xu Fu                               | 3:52.25 | +14.78    | Final D     |

### Semifinais
| Pos.        | País | Atletas                                                               | Tempo   | Diferença | Notas   |
| ----------- | ---- | --------------------------------------------------------------------- | ------- | --------- | ------- |
| Semifinal 1 |      |                                                                       |         |           |         |
| 1           | F    | NOR Noruega Hallgeir Engebråten Peder Kongshaug Sverre Lunde Pedersen | 3:38.28 |           | Final A |
| 2           | C    | NED Países Baixos Marcel Bosker Sven Kramer Patrick Roest             | 3:39.62 | +1.34     | Final B |
| Semifinal 2 |      |                                                                       |         |           |         |
| 1           | C    | ROC Daniil Aldoshkin Sergey Trofimov Ruslan Zakharov                  | 3:36.61 |           | Final A |
| 2           | F    | USA Estados Unidos Ethan Cepuran Casey Dawson Emery Lehman            | 3:37.05 | +0.44     | Final B |

### Finais
| Pos.    | Largada | País                                                                  | Tempo    | Diferença | Notas |
| ------- | ------- | --------------------------------------------------------------------- | -------- | --------- | ----- |
| Final A |         |                                                                       |          |           |       |
| 01 !    | F       | NOR Noruega Hallgeir Engebråten Peder Kongshaug Sverre Lunde Pedersen | 3:38.07  | –         |       |
| 02 !    | C       | ROC Daniil Aldoshkin Sergey Trofimov Ruslan Zakharov                  | 3:40.46  | +2.39     |       |
| Final B |         |                                                                       |          |           |       |
| 03 !    | F       | USA Estados Unidos Ethan Cepuran Casey Dawson Emery Lehman            | 3:38.81  | –         |       |
| 4       | C       | NED Países Baixos Marcel Bosker Sven Kramer Patrick Roest             | 3:41.62  | +2.81     |       |
| Final C |         |                                                                       |          |           |       |
| 5       | F       | CAN Canadá Jordan Belchos Ted-Jan Bloemen Tyson Langelaar             | 3:40.390 | –         |       |
| 6       | C       | KOR Coreia do Sul Chung Jae-won Kim Min-seok Park Seong-hyeon         | 3:53.770 | +13.38    |       |
| Final D |         |                                                                       |          |           |       |
| 7       | C       | ITA Itália Davide Ghiotto Andrea Giovannini Michele Malfatti          | 3:44.20  | –         |       |
| 8       | F       | CHN China Lian Ziwen Wang Haotian Xu Fu                               | 3:53.58  | +9.38     |       |

Legenda
| Recorde mundial      | Recorde mundial (World record)               |                       | Recorde africano                      | Recorde africano (African) |                                           | Q | Classificado por posição (Qualified) |
| Recorde olímpico     | Recorde olímpico (Olympic record)            | Recorde da América    | Recorde da América (Americas)         | q                          | Classificado por melhor tempo (Qualified) |   |                                      |
| Melhor marca do ano  | Melhor marca do ano (World leading)          | Recorde asiático      | Recorde asiático (Asian)              | DNS                        | Não largou (Did not start)                |   |                                      |
| Recorde nacional     | Recorde nacional (National record)           | Recorde europeu       | Recorde europeu (European)            | DNF                        | Não terminou (Did not finish)             |   |                                      |
| Recorde pessoal      | Recorde pessoal do atleta (Personal best)    | Recorde da Oceania    | Recorde da Oceania (Oceania)          | DSQ / DQ                   | Desclassificado (Disqualified)            |   |                                      |
| Recorde da temporada | Recorde da temporada do atleta (Season best) | Recorde sul-americano | Recorde sul-americano (South America) | NM                         | Sem marca (No mark)                       |   |                                      |

### Patinação de velocidade
| Recorde de pista | Recorde da pista (Track record)               |  |  |
| QA               | Classificado para a final A                   |  |  |
| QB               | Classificado para a final B                   |  |  |
| ADV              | Classificado após decisão arbitral (Advanced) |  |  |
| PEN              | Pênalti                                       |  |  |
| YC               | Cartão amarelo (Yellow Card)                  |  |  |